# برناديت هال
برناديت هال (بالإنجليزية: Bernadette Hall)‏ هي كاتِبة وشاعرة نيوزيلندية، ولدت في 1945.